# カステルグリエルモ
カステルグリエルモ（伊: Castelguglielmo）は、イタリア共和国ヴェネト州ロヴィーゴ県にある、人口約1,500人の基礎自治体（コムーネ）。

## 地理

### 位置・広がり

#### 隣接コムーネ
隣接するコムーネは以下の通り。
- バニョーロ・ディ・ポー
- カンダ
- フィエッソ・ウンベルティアーノ
- レンディナーラ
- ピンカーラ
- サン・ベッリーノ
- スティエンタ

### 気候分類・地震分類
カステルグリエルモにおけるイタリアの気候分類 (it) および度日は、zona E, 2355 GGである。
また、イタリアの地震リスク階級 (it) では、zona 3 (sismicità bassa) に分類される。